# Constantin Conophagos
Constantin Conophagos (en grec moderne : Κωνσταντίνος Κονοφάγος) est un ingénieur minier, universitaire et homme politique grec, né le 26 décembre 1912 à Prévéza et mort le 16 juin 1989 à Athènes.

## Biographie
Il obtient son baccalauréat dans sa ville natale en 1930 et part pour Paris en classes préparatoires scientifiques au Lycée Louis-le-Grand. Il intègre l'École centrale des arts et manufactures de Paris en 1932 dont il sort diplômé en 1936, après avoir bénéficié en 1935 de la bourse Rodocanachi attribuée par l'Académie des sciences à un étudiant grec ou français pour la réussite de ses études.
Avec son diplôme d'ingénieur en génie civil et d'ingénieur des mines, il rentre en Grèce en 1936 et s'inscrit à la Chambre Technique de Grèce (Association professionnelle des ingénieurs grecs), l'instance qui régule la profession. Il commence sa carrière dans une mine de bauxite près d'Athènes où il travaille pour la compagnie Skalistiris. Il passe ensuite aux mines du Laurion pour la Compagnie Française des Mines du Laurion.
Il est, de 1937 à 1955, ingénieur puis ingénieur en chef de la Compagnie Française des Mines du Laurion. À partir de 1956, il est le cofondateur d'une entreprise d'exploitation des mines du Laurion : la Société anonyme métallurgique Alako qu'il dirige jusqu'en 1963. En 1956, il soutient aussi une thèse de doctorat à la Faculté de Génie chimique à l'École Polytechnique d'Athènes puis est chercheur au CNRS et à l'IRSID en 1961-1962. Il devient professeur titulaire de métallurgie physique à l'École Polytechnique d'Athènes en 1963. En 1970, il est élu doyen de la Faculté de Génie chimique puis Recteur de Polytechnique en 1973. Il quitte ses fonctions universitaires en août 1981, mais reste professeur émérite,.
En novembre 1973, lors de l'insurrection des étudiants de cette école contre le régime autoritaire des colonels, il refuse à la police, en tant que Recteur, l'accès à l'École polytechnique. Il est alors emprisonné avec d'autres enseignants. Élu député Nouvelle Démocratie pour sa ville natale Prévéza en 1974, il est chargé du ministère de l'Industrie et de l'Énergie de 1974 à 1977 dans le gouvernement de Constantin Caramanlis. Il est chargé d'établir un nouveau Code minier. Il est aussi à l'origine de la création de la Compagnie publique des pétroles chargée de la prospection et de l'exploitation des ressources pétrolières et gazières de Grèce,.

## Publications
Constantin Conophagos a publié une vingtaine d'ouvrages dont :
- Méthode pour l’étude des scories, ferrocalciques réelles des minerais de plomb et le calcul des lits de fusion, 1943.
- Le Laurium antique et la technique grecque de la production de l'argent (Athènes, 1980). Étude archéologique et historique concernant les mines antiques du Laurion.

Il a également publié des poèmes sous le pseudonyme de Konstantin Lotris dont Ο κλέφτης των Μουσείων (Le voleur des musées) en 1978.